# (3017) Petrovič
(3017) Petrovič est un astéroïde de la ceinture principale.

## Description
(3017) Petrovič est un astéroïde de la ceinture principale. Il fut découvert le 25 octobre 1981 à l'Observatoire Kleť par Antonín Mrkos. Il présente une orbite caractérisée par un demi-grand axe de 2,61 UA, une excentricité de 0,13 et une inclinaison de 11,8° par rapport à l'écliptique.

## Compléments